# Schachdatenbank
Eine Schachdatenbank dient zum Speichern von Schachpartien, Schachanalysen oder auch von Schachkompositionen. Zu unterscheiden ist zwischen der Datenbank selbst und der Software zu deren Verwaltung.
Schachdatenbanken sollen die effiziente Suche in Echtzeit nach Stellungen, Teilstellungen, Zugfolgen in einer Anzahl von mehreren Millionen Partien ermöglichen. Obwohl dies ein für Datenbanken typisches Ziel ist, hat es sich gezeigt, dass die Nutzung SQL-basierter relationaler Datenbanken als Basis nicht effizient ist. Deshalb stützen sich erfolgreiche Programme auf eigene Datenformate und Zugriffsalgorithmen, die zum Teil proprietär sind.

## Software
Integrierte und externe Schachprogramme helfen bei der Analyse und Bewertung von Stellungen. Trotzdem sind Schachdatenbanken nicht dafür gedacht, um gegen einen Menschen oder ein Schachprogramm zu spielen.

### Freie Software
- SCID — Shane's Chess Information Database ist von der Funktionalität vergleichbar mit kommerziellen Programmen und kann dank portabler Programmierung unter vielen Betriebssystemen genutzt werden. Spätere Abspaltungen von SCID sind
  - Scid vs. PC, deren Schwerpunkt auf der Verbesserung der Benutzerfreundlichkeit liegt, und
  - ChessDB
- Scidb — Im Jahre 2011 begann die Entwicklung der Schachdatenbank Scidb, die zwar von SCID inspiriert wurde, aber eine komplette Neuentwicklung ist.
- RChess ---  Ein Schachdatenbankprogramm mit kompletten Analyse und Suchfunktionen, speziell ausgerichtet zur Erstellung und Nutzung von Eröffnungsrepertoire. Nutzt eigenes Datenformat, importiert und exportiert aber PGN und CBH Formate. Verwaltet eigene Datenbanken für Repertoiredaten.
- ChessX — Eine Implementierung mit Qt. Es wird noch kein Datenbankformat unterstützt. Die Partien werden in der Portable Game Notation abgespeichert.
- José — eine Datenbank auf Basis von SQL, welches für große Datenmengen nicht geeignet ist und nicht weiterentwickelt wird.

### Proprietäre Software
- ChessBase — Im Jahre 1985 entwickelte der Bonner Physik-Student Matthias Wüllenweber die erste Schachdatenbank für den Atari ST, begleitet vom Interesse und Rat des damaligen Schachweltmeisters Garri Kasparow. Zusammen mit dem Hamburger Schachjournalisten Frederic Friedel gründete er die Firma ChessBase und veröffentlichte 1987 ChessBase 1.0. Die Firma ist bis heute Weltmarktführer in diesem Marktsegment. Die Software ist nur unter Windows verwendbar.
- Chess Assistant — Dies ist ein verbreitetes Datenbankprogramm aus Russland. Beide Datenbanken werden inzwischen mit über acht Millionen Partien ausgeliefert. Sie werden kontinuierlich ergänzt. Man kann auch eigene Partiesammlungen anlegen. Die Software ist nur unter Windows verwendbar.
- Nicbase — Der niederländische Verleger Willem Andriessen entwickelte 1994 mit seinem Verlag Interchess BV in Alkmaar die Schachdatenbank Nicbase. Die Datenbank basiert auf einem eigenen Eröffnungsschlüssel, dem NIC-Key. 1995 wurden Nicbase-Datenträger zusammen mit einer Serie kleinformatiger englischsprachiger Schacheröffnungsbücher produziert. Die Eröffnungssystematik des NIC-Key wurde auch in den Büchern umgesetzt. Interchess nannte sie ElectroNIC Chessbooks. Die Schachdatenbank wurde nicht weiterentwickelt.

## Datenbanken

### Analysen
In der Regel enthalten Schachdatenbanken zahlreiche gespielte Partien, in einigen werden auch Analysen, Übungsbeispiele oder Varianten gespeichert. Sie unterstützen das Studium von Eröffnungen und die spezielle Vorbereitung auf zu erwartende Gegner, sofern die Datenbank geeignete Partien enthält. Darüber hinaus können aus dem Datenbestand Eröffnungsbibliotheken sowie dynamische Bewertungsfunktionen für Schachprogramme generiert werden.

### Partiensammlungen
- Megadatabase von ChessBase
- Partiensammlung der Online-Zeitschrift The Week in Chess
- MillionBase
- Top500

Karl-Heinz Milaster entwickelte 1995 eine Online-Schachdatenbank mit ungefähr 37 Millionen Positionen aus etwa einer halben Million Schachpartien plus 700.000 Computer-Analysen, mit der man Schachpartien und Positionen mit Referenz-Partien kommentieren lassen kann, sortiert nach der Spielstärke der Spieler. Die Suchergebnisse stehen innerhalb weniger Augenblicke zur Verfügung, die Abfrage ist kostenlos.

### Schachkomposition
In einer Schachdatenbank lassen sich auch Schachkompositionen speichern und klassifizieren. Oft wurde Material für derartige Datenbanken bereits vor dem Computerzeitalter zusammengetragen und gesammelt.
Die umfangreichste Studiensammlung verwaltet Harold van der Heijden. Im Juli 2008 bestand sie aus mehr als 73.000 Studien. Sie ist sehr weit vorangeschritten im Bezug auf den Grad der Vollständigkeit. In ihr sind Teilsammlungen mehrerer Sammler integriert. Sie ist ein Beispiel für ein hohes Maß an Kooperation vieler Beteiligter.
Über 300.000 Probleme aller Art enthält derzeit die Schachdatenbank WinChloe des Franzosen Christian Poisson (Stand Januar 2009). Die Datenbank kann beim Autor erworben werden und lässt sich über das Internet aktualisieren. Das Löseprogramm verfügt über automatische Themenerkennung, jegliche Brettarten und Figurentypen sind grafisch darstellbar.
Ein weiteres Beispiel für gute Kooperation bei der Vervollständigung von Sammlungen ist der PDB-Server, welcher per Internet abgefragt werden kann. Auf ihm wurde die Hilfsmattsammlung von John Niemann durch mehrere Schachfreunde dezentral erfasst. Weitere Teilsammlungen aus anderen Bereichen der Schachkomposition wurden hinzugefügt. Allerdings beruht sie nicht auf einer Schachdatenbank, sondern auf einer allgemeinen Datenbank mit der Möglichkeit einer eingeschränkten SQL-Abfrage für jedermann. Ihr Hauptproblem ist die Unzuverlässigkeit der Daten wie zum Beispiel Dubletten oder Ungenauigkeiten. Allerdings kann jedermann durch Kommentare zur Verbesserung der Informationen beitragen. Das eigentliche Problem besteht in der kontinuierlichen Verarbeitung der eingehenden Kommentare, was bislang durch Einzelne per Handarbeit zum Teil geschieht.
Weitere Sammlungen (orthodoxe Miniaturen, Selbstmatts o. ä.) existieren in den Händen von Einzelpersonen. Es besteht dort kein individueller Zugriff von außen. Dafür dürften die in ihnen enthaltenen Angaben zuverlässiger sein. Auch in ihnen sind bereits Ergebnisse früherer Sammler (wie Albert Heinrich Kniest, später übernommen von Peter Kniest) integriert. Ein typisches Beispiel hierfür war die Albrecht-Sammlung, benannt nach dem Komponisten Hermann Albrecht. Dieser begann 1933, Zweizüger auf Karteikarten zu sammeln und zu klassifizieren. Bei seinem Ableben 1982 umfasste dieses Werk etwa 80.000 Probleme. Inzwischen ist diese Sammlung erweitert und digitalisiert. Sie wird von Udo Degener im Web bereitgestellt.
Die Sammlung orthodoxer Miniaturen des Erfurters Klaus-Peter Zuncke bestand zum Zeitpunkt seines Todes am 15. November 2007 aus 61.807 Aufgaben mit der Forderung Matt in n Zügen. Er hatte die Daten seiner Sammlung aus einer von ihm speziell für diesen Zweck entwickelten BASIC-basierten Datensammlung in eine allgemein verbreitete Schachdatenbank übertragen. Auch in ihr sind frühere Sammlungen integriert, wie zum Beispiel die Karteien von Gerhard Kaiser, Pehr Henrik Törngren und große Teile der Sammlung Maßmann. Inzwischen wurden die Aufgaben dieser Sammlung in die PDB und YACPDB-Wiki übertragen.